# 系列 (テレビドラマ)
『系列』（けいれつ）は、日本放送協会（NHK）で1993年に放送された経済ドラマ。1994年に続編『系列 II』も放映された。
バブル崩壊後の不況と海外自動車メーカーの攻勢に苦しむ日本の自動車産業を、主に系列企業の視点から描いた骨太の社会派ドラマ。元請け完成車メーカーと下請け系列企業との知られざる戦いや、裏の駆け引き等がリアルに描かれており、利益収奪産業と言われる自動車業界の構造的矛盾を鋭く突いている。

## あらすじ
大成照明器部長の浜岡祥吾は改革志向の優秀な技術者。創業者一族の長男で父親の浜岡茂哉社長と共に社員に慕われていた。元請けの東京自動車からの過酷なダンピング要求や内政干渉に苦しみながらも、労使一丸となって対抗する。メインバンクの産業銀行をも巻き込んだ戦いは大成側の勝利で終わるかに思われたが、東京自動車の切れ者・二宮副社長の策略により、浜岡会長は取締役会で解任されてしまう。祥吾は大成を辞めてベンチャーを起業し、理想の会社経営を目指すが、日本の自動車産業を襲う大波は、大成照明器にも襲いかかろうとしていた。

## 主なキャスト
浜岡祥吾 - 三浦友和
主人公・大成照明器研究開発部長、後同社取締役。創業者一族の三代目。技術者出身で改革を志向する。
浜岡恒男 - 西城秀樹
主人公の弟。父親との確執から敵方の東京自動車で関連企業対策室に入り、大成照明器と対立する。しかし実は兄思いで、大成照明器のために情報提供などを行う。
浜岡茂哉 - 佐藤慶
主人公の父。大成照明器社長、後に会長。創業者一族の二代目。巧みな経営手腕で東京自動車と渡り合う。
佐藤慶は1980年の「ザ・商社」以来のNHK経済ドラマ起用である。
二宮晴久 - 嵐圭史
東京自動車副社長。ビジネスと出世に徹する冷徹な人物。浜岡一族と対立する。
江崎四郎 - 蟹江敬三
東京自動車関連企業対策室長。後に購買部主幹。系列企業に対する統制と裏工作を担当。
松田浩太郎 - 神山繁
日本産業銀行副頭取。大成照明器に役員を派遣。東京自動車の系列企業に対する内政干渉を快く思わず、二宮副社長とは互いに牽制し合っている。
星義久 - 松村達雄
東自会（東京自動車系列企業会）会長。昭和工業社長。浜岡祥吾の義理の父。系列企業のまとめ役。
川野正治 - 柳生博
大成照明器専務、後に副社長。浜岡社長の片腕で立山を祥吾までの繋ぎの社長に推す。
立山錦一 - 川谷拓三
大成照明器経営企画室長、後に社長。東京自動車側に取り込まれ、浜岡一族の解任を決断する。
前畑 浩 - 佐藤B作
大成照明器労働組合委員長。労使協調で浜岡一族とは協力関係にあったが、後に東京自動車側に懐柔される。
神山田昌久 - 壌晴彦
大成照明器常務。工場部門を統括。実直な性格で東京自動車派遣の役員と対立。
西山計彦 - 細川俊之
大成照明器専務。産業銀行派遣の役員で浜岡社長と対立。東京自動車側と内通し、社長のイスを狙うが失敗。
尾上泰次 - 近藤洋介
大成照明器専務。東京自動車派遣の役員で浜岡社長の監視役。
彦坂重郎 - 津嘉山正種
大成照明器専務。東京自動車派遣の役員で立山の監視役。
三枝誠 - 鶴田忍
大成照明器常務。優柔不断で日和見な性格。東京自動車の懐柔に会い、役員に取り立ててくれた浜岡会長を裏切る。
岩田耕次 - 坂上忍
浜岡祥吾の部下
浜岡圭子 - 浅田美代子
主人公の妻
浜岡美和子 - 奈良岡朋子
主人公の母

## 登場する企業
大成照明器
浜岡茂哉の父が創業した鉄道ランプ製造工場が母体。元は従業員10名程度の零細企業だったが、東京自動車の系列に入って急成長し、物語開始時点で従業員3600人・1部上場の大企業になった。しかし売り上げと発行株数の多くを東京自動車に握られ、事実上は子会社的扱いを受ける。浜岡茂哉・祥吾親子は自主性回復のため独自製品の研究開発と販売ルート確立を目指す。原作では日産系列の部品メーカー市光工業がモデル。
東京自動車
高い技術力とブランド力を持つ日本有数の完成車メーカー。日産自動車がモデル。系列部品メーカーの筆頭株主として、私的独占の禁止及び公正取引の確保に関する法律（独占禁止法）に抵触する系列内規と役員派遣により系列企業の経営を支配。また関連企業対策室と購買部を使って、受注交渉や技術面でも内政干渉を行っている。その多くは社長も送っているが、創業者一族が健在の大成照明器は浜岡茂哉の巧みな経営手腕もあって意のままにならず、社長交代時を狙って策謀を企てる。
日本産業銀行
大成照明器と東京自動車のメインバンク。大成照明器の第2位株主として役員を派遣。東京自動車とは大成照明器を巡って虚々実々の駆け引きを繰り広げる。日本興業銀行がモデル。

## 主題歌・BGM
- セルゲイ・ラフマニノフ「ピアノ協奏曲第3番」

## 原作・原案
- 清水一行「系列」